# None Shall Pass
None Shall Pass è un album in studio del rapper statunitense Aesop Rock, pubblicato nel 2007 dalla Definitive Jux.

## Tracce
1. Keep Off The Lawn – 3:45
2. None Shall Pass – 4:03
3. Catacomb Kids – 4:07
4. Bring Back Pluto – 4:29
5. Fumes – 5:00
6. Getaway Car – 3:15
7. 39 Thieves – 4:15
8. The Harbor Is Yours – 3:58
9. Citronella – 4:53
10. Gun For The Whole Family – 3:53
11. Five Fingers – 4:06
12. No City – 4:28
13. Dark Heart News – 3:59
14. Coffee – 4:08

## Classifiche
| Classifica (2013)         | Posizione massima |
| ------------------------- | ----------------- |
| Stati Uniti               | 50                |
| Stati Uniti (r&b/hip-hop) | 35                |
| Top Internet Albums       | 50                |